# Klein Belitz
Klein Belitz (nazwa pochodzenia słowiańskiego, pol. Bielice) – gmina w Niemczech, w kraju związkowym Meklemburgia-Pomorze Przednie, w powiecie Rostock, wchodzi w skład urzędu Bützow Land.